# Croton acuminatissimus
Croton acuminatissimus là một loài thực vật có hoa trong họ Đại kích. Loài này được (Pittier) G.L.Webster mô tả khoa học đầu tiên năm 1992.